# Довер (Нью-Йорк)
Довер (англ. Dover) — місто (англ. town) в США, в окрузі Дачесс штату Нью-Йорк. Населення — 8415 осіб (2020).

## Демографія
Згідно з переписом 2010 року, у місті мешкало 8699 осіб у 3259 домогосподарствах у складі 2292 родин. Було 3637 помешкань
Расовий склад населення:
| - 86,0 % — білих - 4,9 % — чорних або афроамериканців - 1,3 % — азіатів - 0,2 % — корінних американців - 4,7 % — осіб інших рас |

До двох чи більше рас належало 2,9 %. Частка іспаномовних становила 13,8 % від усіх жителів.
За віковим діапазоном населення розподілялося таким чином: 23,8 % — особи молодші 18 років, 65,0 % — особи у віці 18—64 років, 11,2 % — особи у віці 65 років та старші. Медіана віку мешканця становила 40,8 року. На 100 осіб жіночої статі у місті припадало 102,8 чоловіків;  на 100 жінок у віці від 18 років та старших — 102,1 чоловіків також старших 18 років.
Середній дохід на одне домашнє господарство  становив 72 665 доларів США (медіана — 53 617), а середній дохід на одну сім'ю — 85 317 доларів (медіана — 66 875). Медіана доходів становила 52 816 доларів для чоловіків та 44 678 доларів для жінок. За межею бідності перебувало 14,6 % осіб, у тому числі 23,6 % дітей у віці до 18 років та 5,6 % осіб у віці 65 років та старших.
Цивільне працевлаштоване населення становило 3808 осіб. Основні галузі зайнятості: освіта, охорона здоров'я та соціальна допомога — 22,5 %, роздрібна торгівля — 16,2 %, науковці, спеціалісти, менеджери — 12,5 %.